# Cantone di Thenon
Il Cantone di Thenon era una divisione amministrativa dell'arrondissement di Périgueux.
A seguito della riforma approvata con decreto del 21 febbraio 2014, che ha avuto attuazione dopo le elezioni dipartimentali del 2015, è stato soppresso.

## Composizione
Comprendeva i comuni di:
- Ajat
- Azerat
- Bars
- La Boissière-d'Ans
- Brouchaud
- Fossemagne
- Gabillou
- Limeyrat
- Montagnac-d'Auberoche
- Sainte-Orse
- Thenon